# Gedling
Gedling este un district ne-metropolitan din Regatul Unit, situat în comitatul Nottinghamshire din regiunea East Midlands, Anglia.

## Orașe din district
- Arnold